# Авторизація
Авторизація — керування рівнями та засобами доступу до певного захищеного ресурсу, як у фізичному розумінні (доступ до кімнати готелю за карткою), так і в галузі цифрових технологій (наприклад, автоматизована система контролю доступу) та ресурсів системи залежно від ідентифікатора і пароля користувача або надання певних повноважень (особі, програмі) на виконання деяких дій у системі обробки даних.
З позицій інформаційної безпеки Авторизація є частиною процедури надання доступу для роботи в інформаційній системі, після ідентифікації і автентифікації.